# Helga Stevens

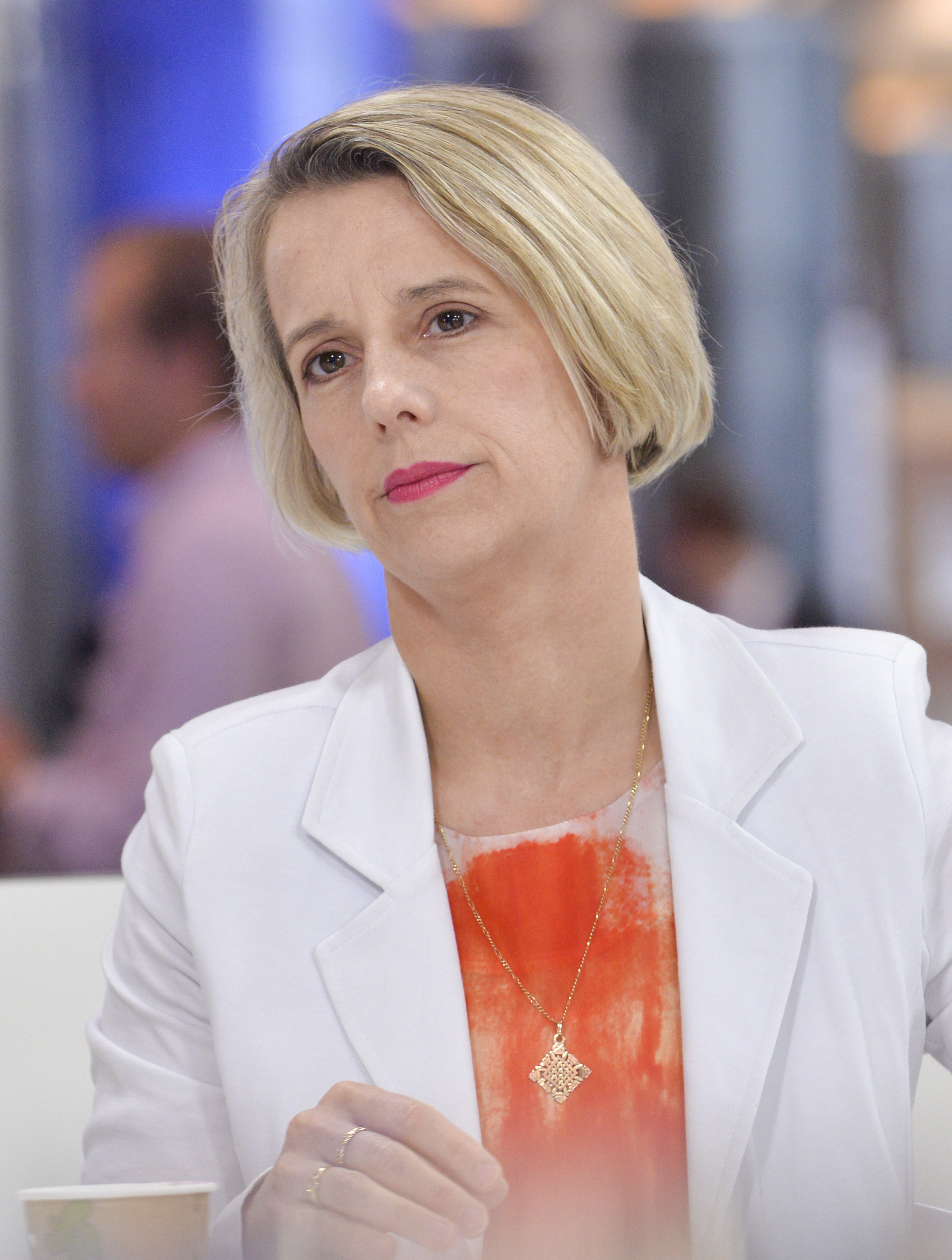
Helga Stevens, 2015

Helga Stevens (* 9. August 1968 in Sint-Truiden) ist eine belgische Politikerin der Nieuw-Vlaamse Alliantie.

## Leben
Stevens studierte Rechtswissenschaften an der Katholieke Universiteit Leuven. Seit 1996 war sie für die Organisation European Union of the Deaf tätig. Vom 5. Juli 2007 bis 6. Juni 2009, vom 7. Juni 2009 bis 6. Mai 2010 und vom 13. Juli 2010 bis 24. Mai 2014 war Stevens Senatorin im Senat von Belgien.
Stevens ist seit 2014 Abgeordnete im Europäischen Parlament. Dort ist sie Mitglied im Ausschuss für bürgerliche Freiheiten, Justiz und Inneres und in der Delegation in den Ausschüssen für parlamentarische Kooperation EU-Kasachstan, EU-Kirgisistan, EU-Usbekistan und EU-Tadschikistan sowie für die Beziehungen zu Turkmenistan und der Mongolei. Stevens wohnt in Sint-Amandsberg.